# Абруд
Абру́д — город на северо-западной части жудеца Албы, Трансильвания, Румыния. Расположен на одноимённой реке. К административному центру Абруд относятся также населённые пункты Абруд-Сат, Гура-Корней и Сохару.

## История
Город был основан римлянами под именем «Абруттус» и стал местом расположения малого укрепления, бывшего частью оборонительной системы для ведущейся рядом золотодобычи.
Абруд стал городом в 1427 году.
В 1874 году город был одним из центров народного восстания под предводительством Хории, Клошки и Кришана.

## Население
По состоянию на 2011 год, население города составляло 4944 человек, из них 96,66% — румыны, 0,86% — венгры, 0,44% — цыгане и 2,04% — остальные народы.
В 2016 году население города составляло 5506 человек, в 2021 году — 4306 человек.